# Marcelo Jolkesky
Marcelo Jolkesky (nascido Marcelo Pinho de Valhery Jolkesky) é um linguista brasileiro conhecido por seu trabalho na linguística histórico-comparativa das línguas indígenas sul-americanas. Também é conhecido pela redescoberta e classificação da língua urequena, e por suas reconstruções das várias protolínguas, incluindo o proto-mamoré-guaporé e o proto-jê meridional.
Jolkesky obteve seu doutorado em Linguística pela Universidade de Brasília (UnB).

## Obras
Obras selecionadas de Marcelo Jolkesky:
- On the South American Origins of Some Mesoamerican Civilizations (2017)[6]
- Otomanguean Words in Northwestern South American Languages (2017)
- Uma reconstrução do proto-mamoré-guaporé (família arawák) (2016)[7]
- Arawá-Katukína-Harakmbet: correspondências fonológicas, morfológicas e lexicais (2011)[8]
- Desvendando as relações entre Tupí e Vaupés-Japurá (2011)
- Reconstrução fonológica e lexical do Proto-Jê Meridional (2010)[9]
- Fonologia e prosódia do Kaingáng falado em Cacique Doble (RS) (2009)
- Macro-Daha: reconstrução de um tronco lingüístico do noroeste amazônico (2009)[10]
- Construções relativas restritivas em Kaingáng (Jolkesky & Santos 2008)